# مایک گیلمور (بازیکن فوتبال)
مایک گیلمور (انگلیسی: Mike Gilmore؛ 17 November 1913 – ۱۹۶۶ (۵۲−۵۳ سال)) بازیکن فوتبال بود.
از باشگاه‌هایی که در آن بازی کرده‌است می‌توان به باشگاه فوتبال کویینز پارک رنجرز اشاره کرد.